# Skotniki (gmina w powiecie koneckim)
Skotniki – dawna gmina wiejska istniejąca do 1954 roku w woj. kieleckim, łódzkim i ponownie kieleckim. Siedzibą władz gminy były Skotniki. 
W okresie międzywojennym gmina Skotniki należała do powiatu koneckiego w woj. kieleckim. 1 kwietnia 1939 roku gminę wraz z główną częścią powiatu koneckiego przeniesiono do woj. łódzkiego. Po wojnie gmina przez krótki czas zachowała przynależność administracyjną, lecz już 6 lipca 1950 roku została wraz z całym powiatem przyłączona z powrotem do woj. kieleckiego.
Według stanu z dnia 1 lipca 1952 roku gmina składała się z 10 gromad: Dąbrówka, Faliszew, Józefów, Reczków, Reczków Nowy, Skotniki, Stara, Szarbsko, Wacławów i Wólka.
Jednostka została zniesiona 29 września 1954 roku na mocy reformy wprowadzającej gromady w miejsce gmin. Po reaktywowaniu gmin z dniem 1 stycznia 1973 roku gminy Skotniki nie przywrócono, a jej dawny obszar wszedł w skład gmin: Aleksandrów w powiecie opoczyńskim i Przedbórz w powiecie koneckim (obie w woj. kieleckim). Obecnie obie docelowe gminy należą do powiatów piotrkowskiego i radomszczańskiego w woj. łódzkim.